# 2010年6月英國

## 6月30日
- 內政大臣文翠珊在6月28日星期一率先各傳媒交代新的移民政策，事後才向下院介紹，結果被批評對下院不敬。文翠珊同意承擔責任，並就此向下院致歉。BBC （页面存档备份，存于）
- 伊拉克聆訊首度公開前檢察總長高仕文勳爵在2003年伊拉克戰爭前，向英揆貝理雅提供的法律意見文件。負責保存這些文件的內閣廳表示因應聆訊所需，「情況特殊」，所以決定將這些機密公開。BBC （页面存档备份，存于）
- 繼上星期有外泄的疑似財政部文件披露，政府最新的《財政預算案》有機會推高失業人數至130萬後，財政部強調仍在確認文件真偽；而預算責任廳則估計英國未來五年可能削減60萬個公共領域職位。BBC （页面存档备份，存于）

## 6月29日
- 國家統計廳發現部份收集的數據可靠度存疑，存有「潛在錯誤」，罕有地押後公報定期的英國GDP數據。BBC （页面存档备份，存于）
- 在響應英女皇的號召下，威爾斯親王伉儷大幅節約在2009年至2010年度的皇室花費，其中，威爾斯親王伉儷在去年合共招待過9,396名賓客，比前年相若，但開支卻由前年的52.7萬鎊銳減至25.2萬鎊。開支減少的原因，是因為皇諸減少舉辦通常有三道菜色的高級晚宴，改以較便宜的酒會和茶點自助餐款客。每日電訊報 （页面存档备份，存于）

## 6月28日
- 英格蘭以四比一的賽果遭德國慘敗，繼1998年以來首次在世界盃十六強出局後，英格蘭國家隊教練卡比路表示無意辭職。BBC （页面存档备份，存于）
- 內政大臣文翠珊宣佈，政府到2011年4月會調低非歐盟技術勞工的移民配額至每年24,100人，比現時削減百分之五。她表示有關措施屬臨時性質，政府長遠會研究永久調低配額的幅度。BBC （页面存档备份，存于）

## 6月27日
- 英國大批群眾在各地酒吧和有戶外大型屏幕的地方聚集，準備收看世界盃十六強英國對德國的直播賽事，另亦約有15,000名英國支持者前往南非布隆方丹場館參觀賽事。BBC （页面存档备份，存于）
- 身在加拿大多倫多出席二十國集團峰會的英揆大衛·卡梅倫，會見中華人民共和國主席胡錦濤，雙方認同增進中英貿易關係，胡錦濤邀請卡梅倫在今年年尾出訪問該國。BBC （页面存档备份，存于）

## 6月26日
- 威爾斯卡迪夫主辦三軍節，威爾斯親王伉儷出席，而英國各地亦有慶祝活動，答謝軍人貢獻。BBC （页面存档备份，存于）
- 身在加拿大出席八國集團和二十國集團峰會的英揆大衛·卡梅倫會與美國總統奧巴馬召開會談。BBC （页面存档备份，存于）

## 6月25日
- 正在加拿大準備出席八國集團和二十國集團峰會的英揆大衛·卡梅倫表示，英軍會在五年內，即2015年或以前，完成在阿富汗的任務，返國英國。BBC （页面存档备份，存于）
- 有學術研究發現，英國的循道宗信徒的平均壽命比全國人口平均77歲壽命多七年以上，研究認為循道宗提倡的生活方式是致令信徒長壽的原因。每日電訊報 （页面存档备份，存于）

## 6月24日
- 政府最新數字顯示，英國人口由2008年中的61,398,000人上升至2009年中的61,792,000人，直逼6,200萬大關。在最新增幅中，其中百分之55來自自然增長，其餘百分之45由移民移入帶動。此外，年滿85歲的長者人口亦在2009年中增至超過140萬。BBC （页面存档备份，存于）
- 國防部證實，四名英軍在阿富汗赫爾曼德省前往執勤途中遇上車禍，坐駕衝入水中，四人全部溺斃。今次事故令英軍自2001年對阿富汗展開軍事行動以來，累積陣亡人數增至307人。BBC （页面存档备份，存于）
- 就業及退休保障大臣施志安宣佈，政府最快在2016年提高男性領取退休金的合資格年齡至66歲，女性的合資格年齡會在數年後跟隨調高。他補充，政府長遠會將合資格年齡逐步調高至70歲或以上，另外亦計劃提高法定退休年齡，以配合持續提高的平均壽命，但有工會批評政府令就業人口重返「狄更斯時代」。BBC （页面存档备份，存于）
- 一名23歲回教男子在網上自稱「英國阿蓋達首領」，被控自稱恐怖組織成員等罪，罪名成立，被曼徹斯特皇室法院裁定監禁五年，他早前亦被判散佈恐怖主義訊息罪名成立，判監四年，同期執行；但另一宗呼籲回教徒暗殺前首相貝理雅和白高敦的控罪則獲撤銷起訴。BBC （页面存档备份，存于）

## 6月23日
- 資深保守黨政治家沃克勳爵（Lord Walker）因癌症逝世，終年78歲。1932年生於倫敦的沃克，1961年當選下議院議員，曾先後在希思和戴卓爾夫人內閣擔任環境大臣、貿工大臣、能源大臣和威爾斯大臣等職，在任能源大臣期間著手處理英國礦工大罷工。沃克在1992年退出政壇，並在同年獲封終身貴族。BBC （页面存档备份，存于）
- 司法大臣祈淦禮宣佈計劃關閉英格蘭和威爾斯地區540所裁判司署的其中103所，佔總數三成，另外政府亦有意關閉54所郡法院，以設法緊縮開支。現時英格蘭和威爾斯的裁判司署是由地方議會議員和太平紳士等公眾人士義務出任裁判司，只可以報銷開支和申領津貼，亦只有在案情較為複雜的時候，才會調派區域法官協助審案。BBC

## 6月22日
- 財相歐思邦向下議院發表《緊急財政預算案》，主要內容包括將增值稅稅率由現時的百分之17.5大幅調升至百分之20、歲入21,000鎊以上的公務員凍薪兩年、凍結增加皇室開支撥款、另外又削減政府向受助人士提供的兒童和房屋等福利，但會調高個人入息納稅下限，令大約88萬低收入人士跌出稅網，以及向數百萬名低收入納稅人提供每年200鎊稅務寬減。BBC （页面存档备份，存于）
- 財相歐思邦預期通過一系列削減開支方案，英國政府可望在2016年回復收支平衡，而新成立的預算責任廳則預測政府收支或會在2015年回復平衡，但經濟會受到一定打擊。此外，政府亦修訂英國經濟在2011年的預測增長率，由原來的百分之2.6下調至百分之2.3。BBC （页面存档备份，存于）

## 6月21日
- 對於工黨籍前國防大臣夏敦宣佈接受財相歐思邦任命，負責檢討公營機構的退休金水平，前工黨副黨魁彭仕國猛烈抨擊夏敦「通敵」，指他被保守黨利用作「人盾」推銷不受歡迎的政策。BBC （页面存档备份，存于）
- 衛生大臣凌士禮宣佈撤銷現時英格蘭地區的公立醫院病人可以在輪候48小時內見醫生診症的政策，強調醫生有權優先診治有需要的病人，又認為強迫醫生在限定時間內接見病人，會降低服務質素。BBC （页面存档备份，存于）

## 6月20日
- 財相歐思邦將於星期二發表《緊急財政預算案》，他在BBC一個清談節目上強調，如不在預算案內採取大刀闊斧的措施，英國「將會毀於一旦」。BBC （页面存档备份，存于）
- 現年55歲的能源及氣候變化大臣禤傑思證實自己有婚外情，並將與結婚25年，任職公關的髮妻離婚。禤傑思夫婦育有五名子女和一名孫兒，唐寧街10號拒絕評論事件。BBC （页面存档备份，存于）

## 6月19日
- 政府將於下星期公佈《緊急預算案》，而英揆大衛·卡梅倫接受《泰晤士報》時表示，預算案不僅集中向高收入人士和富豪開刀，公務員亦難免受影響，意味預算案會宣佈下調公務員薪俸和退休金。BBC （页面存档备份，存于）
- 倫敦市區近來經常有狐狸出沒，引起輿論關注，有上議院議員則報稱在英國國會東翼外發現有狐狸徘徊，而最近倫敦市郊亦有兩名幼童在寓所熟睡時，被潛入屋內的狐狸襲擊。BBC （页面存档备份，存于）

## 6月18日
- 英揆大衛·卡梅倫在唐寧街10號會見到訪的法國總統薩爾科齊，雙方集中討論歐洲債務危機和阿富汗問題。BBC （页面存档备份，存于）
- 皇儲查理斯王子和到訪的法國總統薩爾科齊到倫敦戴高樂將軍像前獻花，記念當年流亡英國的戴高樂將軍在BBC電台發表著名的抵抗納粹德國講話70周年。BBC （页面存档备份，存于）

## 6月17日
- 為緊縮開支，聯合政府宣佈終止部份由前工黨提出的計劃和工程，涉及款項達20億英鎊。BBC （页面存档备份，存于）
- 英揆大衛·卡梅倫抵比利時布魯塞爾會見歐盟委員會主席巴羅佐，卡梅倫強調英國會「正面地」與歐盟合作，但同時會確保英國主權完整。BBC （页面存档备份，存于）

## 6月12日
- 英女皇壽辰授勳名單刊憲，香港地區方面，2009年諾貝爾物理學獎得主兼前香港中文大學校長高錕教授獲勳KBE爵士勳銜，以表彰他對光纖通訊的貢獻。倫敦憲報 （页面存档备份，存于）
- 另外，任職英聯邦國殤紀念墳場管理委員會經理的港人張汝強獲MBE勳銜，以表揚他多年來管理西灣國殤紀念墳場和赤柱國殤紀念墳場所作的努力。BBC （页面存档备份，存于）

## 6月11日
- 英揆大衛·卡梅倫轉抵阿富汗赫爾曼德省，探訪駐守當地的英軍，代英國國家足球隊讀出表揚信，以及宣佈將會調高英軍行動津貼額一倍。BBC （页面存档备份，存于）
- 對於三名前工黨下議員和一名保守黨籍上議員涉嫌詐騙議員津貼一事，南華克皇室法院裁定四名被告不受國會特權保障，需要一如普通民眾在法庭受審。假若四名被告不上訴，就會在今年稍後接受司法審訊。BBC （页面存档备份，存于）

## 6月10日
- 下議院議員首次透過互選選出轄下各委員會的主席，其中公共帳目委員會由工黨籍議員賀敏嘉出任，賀敏嘉曾在貝理雅和白高敦首相任內擔當政府職務。BBC （页面存档备份，存于）
- 大衛·卡梅倫出任英揆以來首次訪問阿富汗，並與阿富汗總統卡爾札伊會面，他承諾英國會撥出更多資源對付當地的汽車炸彈襲擊。BBC （页面存档备份，存于）

## 6月9日
- 內政大臣文翠珊計劃採納前工黨政府的方案，進一步收緊英格蘭地區的移民限制，規定日後憑婚姻關係取得居留權的非歐盟地區人士，需具備一定英語水平。不過有團體批評計劃涉嫌歧視，反認為政府應協助新移民學習英語。BBC （页面存档备份，存于）
- 繼前內閣閣僚文立彬、文禮彬、博雅文和貝安德先後取得足夠提名票參與工黨黨魁選舉後，本身是非洲裔的下院後座女議員黛安·阿伯特（Diane Abbott）亦告取得足夠提名加入選戰，黨魁選舉結果將於9月25日揭曉。BBC （页面存档备份，存于）

## 6月8日
- 財相歐思邦將於6月22日發表《財政預算案》，交代政府會如何消滅1,560億英鎊的赤字。他透露《預算案》會訂出未來三年的削減開支方案，預料社會各階層都會受到相當影響，但他承諾會在秋季就《預算案》各範疇作出檢討。BBC （页面存档备份，存于）
- 上議院以154票對150票否決《地區政府草案》進入二讀，發還重審，這次是聯合政府成立以來首次在國會遇到挫敗。BBC （页面存档备份，存于）

## 6月7日
- 英揆大衛·卡梅倫在一個公開場合上發表演說，透露繼早前公佈的62億削減公共開支方案後，政府還會陸續削減公務員薪酬、退休金和其他福利。他承認這是一個相當困難和痛苦的決定，並表示普羅百姓的生活難免會受影響，但他強調如果現時仍不採取行動，英國到2015年，單是償還貸款的利息將會高達每年700億英鎊。BBC （页面存档备份，存于）
- 消息指社區大臣白高志將擱置前任工黨政府草擬以用者自付形式向家居垃圾收費的計劃，改為向實行環保回收和垃圾分類的家庭提供獎勵。BBC （页面存档备份，存于）

## 6月6日
- 德里克·伯德的家人發表聲明，對伯德在上星期三的坎布里亞郡槍擊案中槍殺11人和自殺一事深表哀悼，並對伯德的行兇動機感到莫名其妙，強調他生前與鄰為善，受人愛戴。BBC （页面存档备份，存于）
- 工黨黨魁候選人和前外相文禮彬接受BBC清談節目訪問，批評政府的削減公共開支計劃會拖垮英國經濟的復甦步伐，他又指自民黨籍副首尼克·克萊格背棄自己在大選許下本財政年度不削減公共開支的承諾。BBC （页面存档备份，存于）

## 6月5日
- 警方仍在調查坎布里亞郡早前血腥屠殺的行兇者動機，最新發現是兇手德里克·伯德生前正被女皇陛下稅務海關總署調查。BBC （页面存档备份，存于）
- 社區大臣白高志強烈勸諭英格蘭和威爾斯各地方議會公開所有開支涉及500英鎊以上的帳目紀錄，但他否認這比之前建議立法勒令公開帳目的建議讓步妥協。BBC （页面存档备份，存于）

## 6月4日
- 坎布里亞郡警方承認未能阻止德里克·伯德在6月2日行兇殺害12人，但強調當日警方已盡全力追緝伯德。BBC （页面存档备份，存于）
- 英揆大衛·卡梅倫和內政大臣文翠珊到訪坎布里亞郡的醫院探望部份槍擊案傷者，另外又到警署聽取警方匯報調查進展。BBC （页面存档备份，存于）

## 6月3日
- 日前在坎布里亞郡西部多處地方開槍的男子一共擊斃12人，另有11人受傷，警方已在湖區發現行兇男子德里克·伯德（Derrick Bird）的遺體和他駕駛的汽車，相信他是自殺身亡。BBC （页面存档备份，存于）
- 坎布里亞郡西部的槍擊案是英國近14年來最嚴重的謀殺案，警方仍在調查任職的士司機的伯德的行兇動機，初步估計他與家人爭奪遺產、或因同業競爭生意，繼而觸發殺機。伯德在自殺前擊斃的人士包括他的孿生兄弟、負責執行其家族遺產分配的律師、與及他的業內朋友等。BBC （页面存档备份，存于）
- 英揆大衛·卡梅倫和內政大臣文翠珊對坎布里亞郡西部的槍擊案表示震驚，並對死傷者家屬致以慰問，兩人將於6月4日到訪當地視察善後工作。BBC （页面存档备份，存于）

## 6月2日
- 一名男子在坎布里亞郡西部多處地方亂槍掃射，造成多人傷亡，警方現於湖區中部追尋疑兇下落，並呼籲市民留守室內。BBC （页面存档备份，存于）
- 有健康組織調查發現英格蘭地區每四人有一人酗酒，呼籲為當地引入酒精飲品價格下限，以控制酗酒的問題。政府方面承認酗酒問題存在，但反對設訂最低售價。BBC （页面存档备份，存于）

## 6月1日
- 英揆大衛·卡梅倫對以色列軍隊開槍鎮壓開往加沙的人道救援補給船，並造成多人傷亡，予以譴責。BBC （页面存档备份，存于）
- 在英揆大衛·卡梅倫命令下，英國政府公開資料，共有172名公務員的年薪高於卡梅倫的142,500英鎊，年薪最豐厚的公務員是公平貿易廳總監，達279,999英鎊。商務大臣祈維信博士強調要進一步規管公務員的薪酬調整。BBC （页面存档备份，存于）

| 依月份排列新聞動態 |
| \| - 2014年英國：1月 - 2月 - 3月 - 4月 - 5月 - 6月 - 7月 - 8月 - 9月 - 10月 - 11月 - 12月 - 2013年英國：1月 - 2月 - 3月 - 4月 - 5月 - 6月 - 7月 - 8月 - 9月 - 10月 - 11月 - 12月 - 2012年英國：1月 - 2月 - 3月 - 4月 - 5月 - 6月 - 7月 - 8月 - 9月 - 10月 - 11月 - 12月 - 2011年英國：1月 - 2月 - 3月 - 4月 - 5月 - 6月 - 7月 - 8月 - 9月 - 10月 - 11月 - 12月 - 2010年英國：1月 - 2月 - 3月 - 4月 - 5月 - 6月 - 7月 - 8月 - 9月 - 10月 - 11月 - 12月 - 2009年英國：1月 - 2月 - 3月 - 4月 - 5月 - 6月 - 7月 - 8月 - 9月 - 10月 - 11月 - 12月 - 2008年英國：1月 - 2月 - 3月 - 4月 - 5月 - 6月 - 7月 - 8月 - 9月 - 10月 - 11月 - 12月 檢閱 \| |
| - 2014年英國：1月 - 2月 - 3月 - 4月 - 5月 - 6月 - 7月 - 8月 - 9月 - 10月 - 11月 - 12月 - 2013年英國：1月 - 2月 - 3月 - 4月 - 5月 - 6月 - 7月 - 8月 - 9月 - 10月 - 11月 - 12月 - 2012年英國：1月 - 2月 - 3月 - 4月 - 5月 - 6月 - 7月 - 8月 - 9月 - 10月 - 11月 - 12月 - 2011年英國：1月 - 2月 - 3月 - 4月 - 5月 - 6月 - 7月 - 8月 - 9月 - 10月 - 11月 - 12月 - 2010年英國：1月 - 2月 - 3月 - 4月 - 5月 - 6月 - 7月 - 8月 - 9月 - 10月 - 11月 - 12月 - 2009年英國：1月 - 2月 - 3月 - 4月 - 5月 - 6月 - 7月 - 8月 - 9月 - 10月 - 11月 - 12月 - 2008年英國：1月 - 2月 - 3月 - 4月 - 5月 - 6月 - 7月 - 8月 - 9月 - 10月 - 11月 - 12月 檢閱       |